# Криза індустрії відеоігор 1983 року
Криза індустрії відеоігор 1983 року (відома в Японії як «Atari-шок») — світова криза, яка спричинила протягом 1983—1985 років спад ринку гральних консолей. Дохід індустрії, який досягав найбільших значень близько 3,2 млрд доларів у 1983 році, впав всього до 100 млн доларів у 1985 (тобто зниження склало майже 97 %). Криза стала важливою подією, раптово перервавши життєвий цикл другого покоління ігрових консолей у Північній Америці.
Криза майже знищила індустрію, яка в той час перебувала ще на етапі становлення, і спричинила банкрутство кількох компаній-виробників домашніх комп'ютерів і гральних приставок, зокрема Atari, яка на той час найбільш стрімко зростала. Криза, що тривала близько двох років, змусила багатьох аналітиків того часу сумніватися в життєздатності консолей на ринку в довгостроковій перспективі. Японській компанії Nintendo вдалося захопити північноамериканський ринок завдяки своїй приставці Nintendo Entertainment System і новим бізнес-моделям, що згодом стали нормою для ігрової індустрії.
Початок кризи викликала низка причин, але головна полягає в насиченні ринку сотнями ігор, більшість з яких були посередньої якості. Як наслідок, роздрібні продавці не отримали очікуваного збільшення продажів, а деякі зовсім припинили продажі. Це призвело до втрати довіри споживачів.

## Причини та фактори
Криза 1983 року була спровокована низкою обставин, але, незалежно від їх ваги, усі вони призводили до перенасичення ринку і подальшого згортання індустрії відеоігор.

### Насичення ринку ігровими приставками

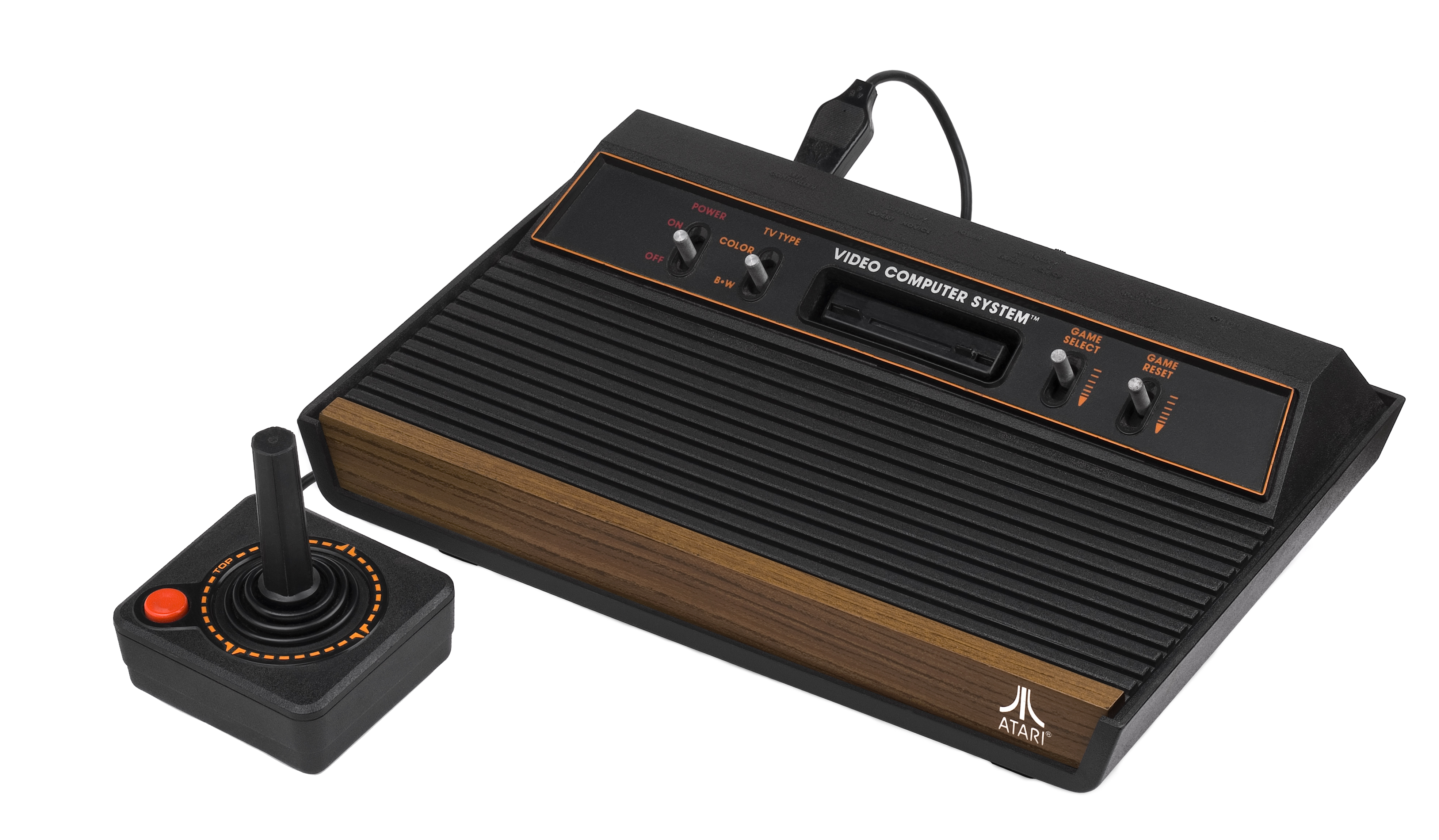
Atari 2600, найпопулярніша гральна приставка до кризи.

До моменту початку краху на ринку США був представлений цілий ряд гральних систем: Atari 2600, Atari 5200, Bally Astrocade, ColecoVision, Coleco Gemini (аналог Atari 2600), Arcadia 2001, Fairchild Channel F, Magnavox Odyssey², Intellivision (разом з забезпеченим периферією редизайном — Intellivision II), приставки Sears Tele-Games (серед них були аналоги Atari 2600 і Intellivision), Tandyvision (аналог Intellivision для RadioShack) і Vectrex. Надалі кількість консолей залишалася значною, проте продажі ігор йшли повільніше, викликаючи менше розчарування у споживачів. Як, наприклад, у випадку з приставкою Action Max.
Кожна консоль мала власну бібліотеку ігор, а також багато пропозицій від сторонніх компаній. Також багато зі згаданих компаній оголосили про намір представити в 1984 році нове покоління ігрових приставок, наприклад, Magnavox Odyssey 3 або Atari 7800.
На додаток до всіх бід індустрії в той же період на ринок обрушилася величезна кількість посередніх ігор від наспіх фінансованих компаній-новачків. Подібні ігри, доповнивши вельми слабкі бестселери Atari 2600, такі як ігрова адаптація популярного фільму «Іншопланетянин» або порт гри Pac-Man з ігрових автоматів, значною мірою підірвали репутацію індустрії. І, нарешті, основний продукт Atari — приставка 2600, що випускалася вже шостий рік, почала досягати свого насичення ринку, що було подолано лише в 1985 році, як зазначено вище.

### Конкуренція з боку домашніх комп'ютерів
Перші мікрокомп'ютери, такі як Альтаїр 8800 і Apple I, були скоріше іграшками для любителів електроніки та радіоаматорів, і часто продавалися у вигляді комплектів для самостійного складання. Однак, починаючи з 1977 року, на ринку з'явилися повністю зібрані машини, забезпечені записаною в ПЗП мовою програмування BASIC, найвідоміші з яких — це Apple II, Commodore PET і TRS-80. Останні два продавалися дешевше 1000 доларів, причому TRS-80 мав підтримку з боку мережі магазинів електроніки RadioShack і був на очах у покупців, тоді як в той час багато комп'ютерів поширювалися тільки поштою за попереднім замовленням. У 1979 році Atari представила свої комп'ютери Atari 400 і 800, зібрані на базі набору мікросхем, що призначалися для ігрової приставки з ціною, яка відповідає номеру моделі. У 1982 році ринок домашніх комп'ютерів переживав стрімке зростання, при цьому ціна комп'ютерів TI-99/4A і Atari 400 зменшилася до 349 дол., TRS-80 Color Computer — до 379 дол., а Commodore знизив ціни на свої моделі VIC-20 до 199 дол. і Commodore 64 — до 499 дол.
Оскільки ці та інші домашні комп'ютери того часу мали більше пам'яті, мали ширші графічні і звукові можливості, вони купувалися більш досвідченими гравцями, а також крім ігор могли використовуватися для редагування текстів або домашньої бухгалтерії. Важливою була можливість легкого копіювання, оскільки ігри для них продавалися на гнучких дисках або магнітних стрічках, а не на картриджах з ПЗП (хоча з цієї ж причини широкий обіг картриджів з ПЗП зберігався). Також використання магнітних носіїв дозволило ввести збереження в іграх, що було потрібно через зростання складності відеоігор в цілому, і було недоступне на приставках того часу.
Наприклад, стратегія Commodore, головного конкурента Atari, передбачала залучення гравців не тільки знижками у разі обміну їхньої старої системи на новий Commodore, але й широку рекламну кампанію, яка роз'яснювала, що дитині, яка вступила до коледжу, набагато корисніше мати комп'ютер, аніж ігрову приставку.
Ще однією перевагою Commodore була наявність у власності виробника мікросхем MOS Technology. Завдяки можливості виготовлення ВІС всередині компанії, комп'ютери VIC-20 і C64 могли продаватися за значно нижчими цінами, ніж комп'ютери конкурентів. Це призвело до цінових війн, які розорили Atari і Texas Instruments (RadioShack це майже не торкнулося завдяки наявності власної збутової мережі і переходу на стандарт IBM PC з комп'ютерами Tandy 1000 і 3000). На додачу, європейські та японські виробники не хотіли входити на ринок з несприятливими умовами, створеними Commodore, тому комп'ютери типу MSX і Amstrad CPC ніколи не були широко представлені на американському ринку.
Незважаючи на велику кількість реклами, що вихваляла переваги комп'ютерів над ігровими приставками, ринок комп'ютерів не зміг уникнути падіння через крах ігрової індустрії. Ігри завжди були головним чинником зростання продажів комп'ютерної техніки, але після краху відеоігри розглядалися як застаріле явище. Подібно до ринку ігрових приставок, ринок комп'ютерів страждав від перенасичення і великої кількості платформ- конкурентів. Ринок домашніх комп'ютерів відчував упевнене зростання всю першу половину 1980-х років, встановивши черговий рекорд у 1984 році, поступово насичуючи ринок аж до появи нових технологій, які викликали необхідність оновлення техніки.
Але індустрія домашніх комп'ютерів не єдина відчула вплив краху. Швидке зростання комп'ютерів стандарту IBM PC (підігріте ексклюзивним для платформи IBM редактором електронних таблиць Lotus 1-2-3) обумовло вихід з бізнесу Kaypro, Morrow та інших виробників комп'ютерів, націлених на корпоративний ринок. Монополія IBM на цьому ринку закінчилася, коли Compaq створила аналог BIOS, використовуючи методи зворотної розробки і «чистої кімнати». До 1987 року стали широко доступними недорогі тайванські IBM PC-сумісні комп'ютери від компаній на кшталт Acer і Leading Edge, що остаточно закріпило перемогу архітектури IBM.

### Інфляція
Ігрова індустрія США активно лобіювала у Вашингтоні зменшення розміру монети номіналом 1 долар до розміру приблизно рівного монеті 25 центів, вказуючи на інфляцію (на початку 1980-х років купівельна спроможність монети 25 центів впала приблизно на третину), яка істотно знизила їх рентабельність. Аркадні автомати, які мали в той час поширення в Японії, брали монету 100 єн, що відповідало 1 долару. Ветеран галузі Марк Серні назвав це одним із факторів, які підтримали стабільність японської ігрової індустрії в той час.

### Втрата контролю за виданням ігор
Компанія Activision була заснована в 1979 році програмістами, що звільнилися з Atari через те, що остання відмовлялася згадувати їхні імена в іграх і відмовлялася платити відрахування розробникам пропорційно продажу. В ті часи Atari була дочірньою організацією Warner Communications, і розробники хотіли отримати таке ж визнання, як музиканти, актори і режисери з інших підрозділів Warner. Відразу після утворення Activision був поданий судовий позов від Atari, але їй так і не вдалося домогтися накладення судової заборони аж до закриття справи в 1982 році. Суд виніс рішення, яке дозволило стороннім компаніям вести розробку ігор без згоди власника платформи, завдяки чому компанії на кшталт Quaker Oats (в особі підрозділу US Games) швидко відкрили підрозділи зі створення комп'ютерних ігор, сподіваючись вразити як акціонерів, так і користувачів. Ці компанії переманювали один в одного інженерів або вдавалися до зворотної розробки, щоб зрозуміти, яким чином слід програмувати ігри для пропрієтарних систем. Навіть Atari переманила декількох інженерів з підрозділу Mattel, який займався Intellivision, за що отримала судовий позов про промислове шпигунство.
Незважаючи на ситуацію навколо Atari, що призвела до переходу програмістів у Activision, Mattel продовжувала "стару політику і уникала зазначення імен розробників у своїх іграх. Більше того, замість опублікування імен своїх розробників, Mattel в 1981 році в інтерв'ю TV Guide спеціально змінила їхні імена, пояснивши це захистом права на приватне життя. У Coleco розробники були на такому ж «невідомому» положенні, періодично переходячи у нові компанії.
На відміну від Sega, Sony, Microsoft, Nintendo і інших виробників у наступні роки, виробники консолей другого покоління повністю втратили контроль над пропозицією ігор для своїх систем. Без контролю вони не могли вплинути на те, що роздрібні магазини були переповнені іграми. І в Activision, і в Atari, й у Mattel були висококваліфіковані професіонали, але у багатьох молодих компаній, що кинулися на ринок, не було ні необхідного досвіду, ні таланту, щоб створювати ігри. Ігри на зразок Chase the Chuck Wagon (про собак, які споживають їжу, випущена на замовлення Purina, виробника кормів для тварин), Skeet Shoot і Lost Luggage були прикладами ігор, випущених в надії заробити на бумі навколо ігор. Підтримувані широкими рекламними кампаніями і агресивним маркетингом, ці ігри були посередньої якості і не виправдовували сподівань, завдаючи індустрії ще більшої шкоди.
Журнал Byte констатував у грудні 1982 року: «В 1982 році лише деякі ігри відкрили нові горизонти… Якщо публіці дійсно подобається якась ідея, з неї прагнуть вичавити все можливе, і на прилавках з'являються численні клони, розфарбовані в різні кольори. Це продовжується, поки публіка не втрачає інтересу, або не виходить щось більш привабливе. Єдине, чого хочуть компанії, котрі повірили, що мікрокомп'ютерні ігри — це хула-хуп 1980-х, лише швидкі гроші».

### Провал очікуваних бестселерів
Головною причиною краху був комерційний провал двох ігор для Atari 2600. У 1982 році Atari, поспішаючи за галасом навколо аркадної гри Pac-Man, випустила версію своєї системи 2600. На жаль, розробка велася дуже швидкими темпами, оскільки компанія хотіла встигнути випустити гру до початку сезону різдвяних розпродажів 1982 року. Хоча продажі гри були цілком успішними в абсолютних величинах, компанія дуже переоцінила можливості ринку. Гру знищувала преса і критикували гравці за відсутність будь-яких переваг, особливо порівнюючи з яскравим, барвистим оригіналом. Як наслідок, Atari продала лише трохи більше половини замовленої кількості картриджів. Витрати на виробництво і широку рекламну кампанію перевищили доходи, що стало великою фінансовою втратою Atari. У другій половині 1983 року, коли Atari була у вкрай тяжкому становищі, її CEO Рей Кассар був звільнений, згодом його дії були кваліфіковані Комісією з цінних паперів і бірж США як розтрата і стали об'єктом розслідування.
Також Atari випустила широко рекламовану гру E.T. за мотивами фільму «Іншопланетянин». Знову було вироблено величезне число картриджів зважаючи на очікуваний попит через високу популярність фільму. Прагнучи встигнути до сезону різдвяних розпродажів, Atari відвела на розробку гри всього шість тижнів. Як наслідок, гра часто згадується як одна з найгірших ігор за всю історію. Багато джерел вказують на те, що для звільнення складів Atari вдалася до захоронення незатребуваних копій в районі Аламогордо. Зважаючи на високу вартість ліцензії на право випуску гри за фільмом, гра E.T. стала наступною великою фінансовою втратою Atari. Врешті решт Atari була розділена на дві компанії відповідно до напрямків бізнесу: на виробника аркадних продуктів і на виробника домашніх продуктів. За іронією долі, останню викупив Джек Треміел і його сини, звільнені у свій час з неї.

## Наслідки кризи

### Безпосередній ефект
Випуск великої кількості ігор у 1982 році переповнив ринок. У більшості магазинів не було місця, щоб зберігати всі нові ігри і приставки. По мірі того як магазини почали повертати надлишки ігор їх видавцям, в останніх не залишилося ні нових продуктів, ні грошей зважаючи на виплати відшкодувань магазинам. Багато видавців, наприклад, Games by Apollo і US Games, швидко перестали існувати. Не маючи можливості повернути ігри зниклим видавцям, магазинам не залишилося нічого, крім як, знизивши ціну, оголосити акції або розпродажі. Нові ігри, які нещодавно оцінювалися в 35 доларів, тепер коштували 5 доларів. До червня 1983 року ринок більш дорогих ігор стрімко скорочувався, заміщаючись ринком зроблених у поспіху малобюджетних ігор.
Це призвело до серйозних зрушень в індустрії. Magnavox і Coleco закрили всі свої ігрові підрозділи. Imagic скасувала свою IPO за день до початку публічного обігу акцій і незабаром перестала існувати. Іншій компанії, Activision, вдалося вижити тільки завдяки тому, що прибуток її підрозділів домашніх комп'ютерів зміг компенсувати частину втрат від краху індустрії консольних ігор. Надалі патентні суперечки на початку 1990-х років послабили компанію, і її купила інвестиційна група, керована Робертом Котіком. Компанія існує досі, незважаючи на злиття з Vivendi Games у 2007 році, і є одним з найбільших видавців ігор на ринку різних персональних комп'ютерів, тоді як більша частина видавців, які підтримали тоді Atari 2600, закрилася. У 2013 році Activision викупила саму себе у Vivendi, знову ставши незалежною компанією.
Також розповсюджувачі іграшок, які контролювали розподіл відеоігор за магазинами, прийшли до висновку, що захоплення іграми було швидкоплинним. Оскільки захоплення минуло, було прийнято рішення заповнити магазинні полиці іншими продуктами, тому кілька років багато магазинів взагалі не продавали відеоігор. Це був найбільш істотний бар'єр, який слід було подолати Nintendo перед запуском своєї системи Famicom у США. Саме опір продавців став причиною, через яку Nintendo довелося замість слова «приставка» використовувати поняття «розважальна система», терміни «пульт керування» і «гральний пакунок», а також постачати іграшку-робота, названу R.O.B., щоб переконати продавців допустити свій продукт на полиці.
Обсяг ринку відеоігор впав з 3 млрд доларів у 1983 році до 100 млн доларів у 1985 році, що викликало банкрутство багатьох компаній на ринку. Після виходу на ринок Atari 7800 і NES, у 1986 році індустрія почала відновлюватися, також у 1985 році було продано близько 1 млн приставок Atari 2600. Обсяг ринку в 1988 році оцінюється в 2,3 млрд доларів, 70 % з яких була частка однієї Nintendo. У 1986 році президент Nintendo Ямауті Хіросі зазначив: «Падіння Atari сталося через те, що вони дали занадто багато свободи стороннім розробникам, які заболотили ринок сміттєвими іграми». Для запобігання цього Nintendo ввела обмеження для сторонніх компаній на кількість ігор, які щорічно випускаються на їхню систему, а також ввела так звану «Печатку Якості», яку дозволялося наносити тільки на те обладнання і ті ігри, які відповідали стандартам якості самої Nintendo.

### Довготривалий ефект
Крах індустрії відеоігор мав і довготривалі наслідки.
Першим з них став перехід лідерства на ринку ігрових приставок від компаній зі США до японських виробників, у першу чергу компанії Nintendo і її ігрової приставки Nintendo Entertainment System. До кінця 1980-х років, коли північноамериканський ринок домашніх консолей оговтався від краху, Nintendo контролювала його більшу частину — тільки в США було продано понад 35 мільйонів Nintendo Entertainment System, що набагато перевершувало продажі інших приставок і комп'ютерів. Пізніше на північноамериканському ринку з'явилися й інші японські виробники: в 1989 році були запущені Mega Drive компанії Sega і PC Engine/TurboGrafx 16 компанії NEC. Після Atari 7800, яка була випущена в 1986 році і програла конкурентну боротьбу Nintendo Entertainment System, і до випуску 3DO в 1993 році жодна випущена американськими компаніями ігрова приставка не змогла дістатися навіть до планки в 1 мільйон проданих пристроїв, і жодна компанія, що виробляє ігрові приставки, не змогла стати одним з провідних гравців на ринку до Microsoft з її приставкою Xbox у 2001 році.
Другим видимим наслідком стали заходи, вжиті для контролю над розробкою програмного забезпечення сторонніх розробників. Створення секретності не захистило лідерів від промислового шпигунства. Компанії-конкуренти застосовували зворотну розробку продуктів Atari і Mattel, а також наймали їхніх колишніх кваліфікованих геймдизайнерів. Якщо Mattel і Coleco використовували в своїх системах засоби автентифікації для контролю над сторонніми розробниками (BIOS приставки ColecoVision перевіряв змінні з даними про авторські права при вмиканні), то Atari 2600 не була ніяк не захищена, тому як тільки інформація про апаратне забезпечення стала доступною, ніщо не могло зупинити сторонні компанії від експлуатації цієї платформи. При створенні NES Nintendo врахувала цей досвід, встановивши жорсткі правила ліцензування, за якими кожен примірник гри і приставки забезпечений спеціальними чипами блокування, які відрізняються в різних регіонах. Ці чипи повинні збігатися, щоб гра могла запуститися. Окрім цього застосовувалася політика боротьби з піратством, яке не було помітною проблемою в США і Європі, але процвітало в Східній Азії. В Atari також була розроблена аналогічна технологія, реалізована програмним способом.
Дещо пізніше Accolade здобула технічну перемогу в суді над Sega у справі щодо оскарження такої політики, незважаючи на те, що врешті-решт погодилася з вимогами Sega й уклала ліцензійну угоду. Деякі видавці, зокрема Tengen, Color Dreams і Camerica, завдавали шкоди системі контролю Nintendo в часи 8-бітної ери, випускаючи неліцензовані ігри для NES. Загальні ідеї подібних систем контролю не змінилися і на сучасних основних консольних продуктах, незважаючи на значно меншу кількість систем, заснованих на картриджах, ніж у 8-бітну або 16-бітну епохи. Заміною спеціальних чипів в сучасних консолях стали особливим чином закодовані оптичні диски, які в нормальних умовах не можуть бути скопійовані звичайними користувачами, і читаються тільки на оригінальному обладнанні.
Nintendo залишала собі основну частину прибутку з ігор для NES, обмежуючи більшість сторонніх видавців випуском п'яти ігор на рік (втім, деякі компанії успішно обходили це обмеження, створюючи додаткові видавничі підрозділи, такі як Ultra Games у Konami або LJN у Acclaim). Також всі картриджі повинні були вироблятися силами самої Nintendo, причому з повною передоплатою усього готового тиражу. Вироблені картриджі не приймалися, тому видавці повинні були діяти на свій страх і ризик. Як наслідок, деякі видавці в кінці епохи NES втратили більше грошей на хворобливих продажах ігор для платформи, яка зникає з ринку, ніж заробили. Це також суттєво зашкодило Atari 7800, яка після 1988 року позбулася підтримки.
Сама Nintendo пропагувала цю систему як захист громадськості від поганих ігор, і запровадила «золотий знак якості», який ставився на всі ліцензовані ігри для їхньої системи. Ці серйозні обмеження призвели до того, що Nintendo стала відповідачем у справі про порушення антитрестівського законодавства. У перспективі, однак, багато видавців, на зразок Electronic Arts, почали активно підтримувати конкурентні платформи, наприклад, Sega Mega Drive. Багато з обмежень Nintendo згодом були запозичені Sony, Sega, Microsoft, хоч і не в настільки суворій формі. Безсумнівно, консолі конкурентів завжди користувалися широкою підтримкою сторонніх видавців, тоді як Nintendo завжди робила ставку переважно на власні ігри.
На ринку комп'ютерів в США крах індустрії ознаменував кінець 8-бітної епохи і перехід до 16-бітних обчислень, що добре видно за виходом з ринку всього розмаїття архітектур, за винятком IBM PC і продуктів Apple. Серед ігрових жанрів відбувся відхід від класичних аркад у бік рольових, спортивних, стратегічних і пригодницьких ігор.

### Наслідки кризи поза США
В Європі ранні роки домашньої комп'ютерної техніки (1981—1985) ознаменовані дуже агресивним маркетингом недорогих домашніх комп'ютерів із загальною темою «Навіщо купувати дитині приставку і відривати її від школи, коли можна купити домашній комп'ютер, який допоможе підготуватися до вступу в університет?». Дослідження як представників індустрії консольних ігор, так і індустрії домашніх комп'ютерів показували, що настрої мільйонів покупців змінилися з ігрових приставок у бік недорогих домашніх комп'ютерів початкового рівня, які продавалися за порівнянними цінами, але дозволяли грати в порівнянні ігри і дозволяли працювати з текстами, проводити обчислення та програмувати. Це призвело до того, що до 1984 році консольні ігри були відособлені в Європі, так що крах цієї індустрії слабко позначився на європейському ринку. Слід зазначити, що в той час єдиною ігровою системою, яка займала значний відсоток ринку серед комп'ютерів, була Sega Master System.
Незважаючи на те, що комп'ютерний ринок у Європі утворився дещо пізніше, ніж у США, він дуже швидко розвивався. Commodore 64 став продаватися в Європі у 1983 році, тоді ж вийшов на ринок Великої Британії ZX Spectrum. Оскільки тут гнучкі диски були дорогою технологією, практично все програмне забезпечення поширювалося на магнітних стрічках. Однак, Німеччина та інші країни континентальної Європи досить швидко перейшли на використання дискет для домашніх комп'ютерів.
Знищивши ринок дешевих комп'ютерів початкового рівня в США, Commodore позиціонував свої C64 і Amiga як нішовий продукт для просунутих гравців. Тим не менше, основні зусилля компанії були спрямовані на Європу, де він став лідируючим виробником, поки серія невдалих бізнес-рішень не призвела до банкрутства в 1994 році.
Якщо в США 8-бітні обчислення і технологія зберігання інформації на магнітних стрічках пішли в минуле в середині 1980-х років, то в Європі розвиток технологій відбувався повільніше, і IBM PC-сумісні комп'ютери ще не могли намацати твердого ґрунту. Консольні ігри були на периферії європейського ринку, так що в Європі встановилася традиція комп'ютерних ігор, тому Nintendo зі своєю NES не змогла справити на цей ринок істотного впливу, хоча Sega змогла досягти деякого успіху зі своїми Master System і Mega Drive. В цілому, консольні ігри так і не змогли стати у Європі таким популярним явищем як ігри для ПК, а PC-сумісні системи не могли витіснити аж до банкрутства Commodore в середині 1990-х років, на що також вплинула наявність великої кількості програмного забезпечення, випущеного не англійською мовою.
Японський ринок у той час був добре захищений від решти світу, але крах індустрії відеоігор справив на місцевий ринок трохи більший вплив, ніж у Європі. Високі ціни на нерухомість і невеликі розміри визначили обмежене поширення персональних комп'ютерів, тому консольні ігри стали основною формою відеоігор. Разом з тим багато японських машин досягли помітного успіху як, наприклад, комп'ютери NEC, Sharp X68000 і Fujitsu FM Towns, однак більшість випущених тут ігор були орієнтовані на дорослу аудиторію, і не пройшли б цензуру Nintendo або інших виробників. Хоч японські виробники не прагнули вийти на ринок США, деякі з них вийшли на європейський ринок з різним ступенем успіху.

## Заходи захисту
В кінці кризи індустрії відеоігор 1983 року були зроблені деякі кроки, щоб не допустити подібних подій надалі. Наприклад, Nintendo розробила політику для розробників ігор. Був встановлений річний ліміт у п'ять випущених на NES ігор. Дане правило призначалася для боротьби з переповненням ринку іграми. Це правило обходилося по-різному, наприклад, Konami, прагнучи випускати більше ігор, створила Ultra Games, а пізніше — Palcom, випускаючи ігри технічно від імені іншої компанії. Це завдавало шкоди Sega і Atari 7800, оскільки вони втрачали підтримку по мірі відновлення індустрії разом з Nintendo в 1986 році. Через декілька років подібні правила були визнані незаконними. Ці правила також знижували конкурентоспроможність невеликих видавців, які не могли собі дозволити відкрити додаткову юридичну особу. З іншого боку для компанії Square (нині Square Enix) вартість виробництва ігор для Nintendo 64, обмеження і цензорська політика Nintendo стали одними з причин перенесення своїх ексклюзивних для кожної платформи ігор на приставки PlayStation від Sony.